# Talamanca de Jarama
Talamanca de Jarama è un comune spagnolo di 1 658 abitanti situato nella comunità autonoma di Madrid.